# CCMC
Das Canadian Creative Music Collective oder (seit 1978 fast immer abgekürzt) CCMC ist ein kanadisches Ensemble der Neuen Improvisationsmusik, das 1974 in Toronto gegründet wurde.

## Geschichte

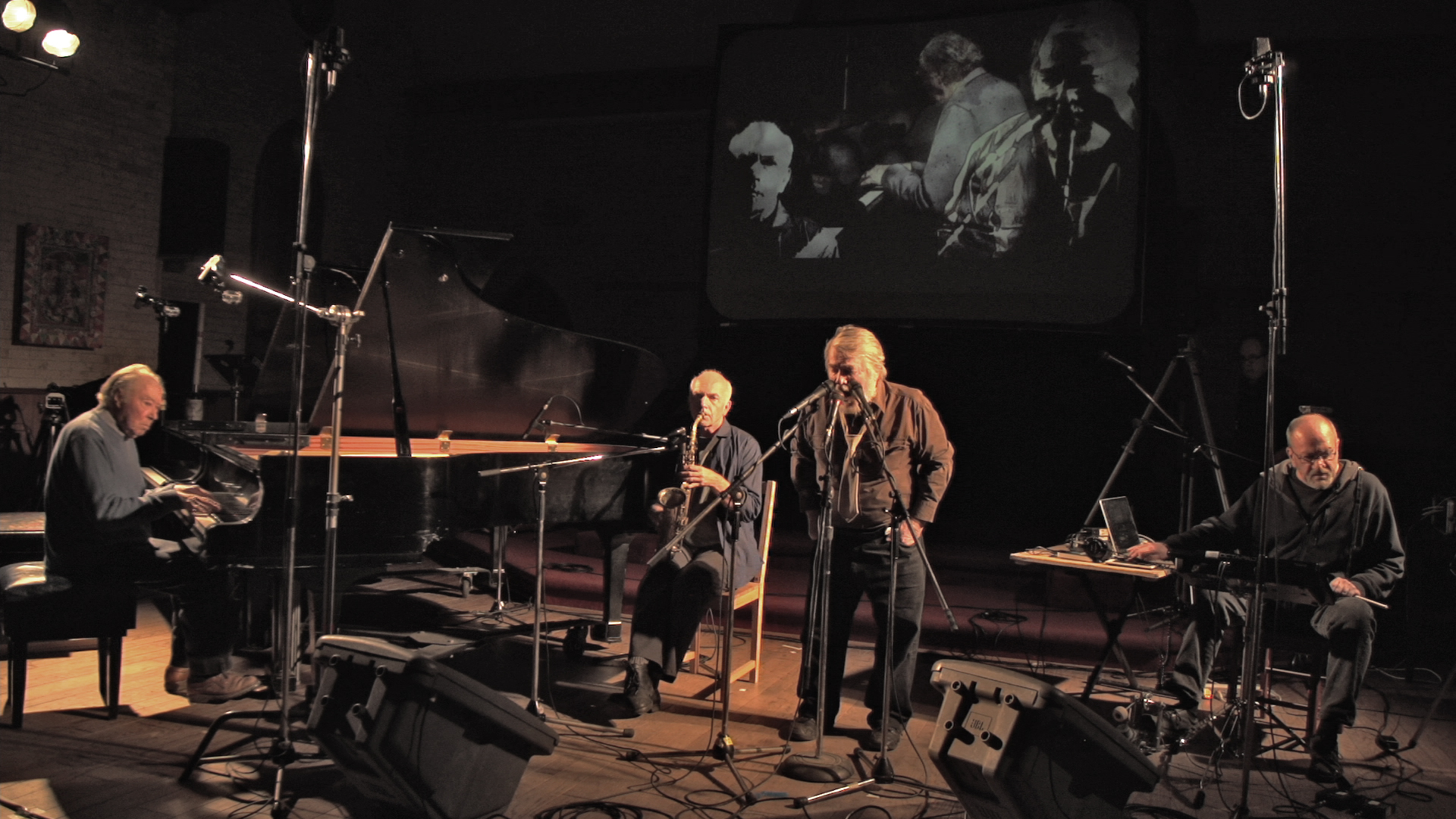
CCMC in der Music Gallery, Toronto, Ontario. 2015

Gründungsmitglieder des Ensembles waren Peter Anson (Gitarre, später Synthesizer), Graham Coughtry (Posaune), Larry Dubin (Perkussion), Greg Gallagher (Saxophone); Nobuo Kubota (Saxophone); Allan Mattes (Kontrabass, Bassgitarre, Elektronik), Casey Sokol (Piano); Bill Smith (Saxophone) sowie Michael Snow (Piano, Trompete, Gitarre, Analogsynthesizer). Gallagher, Coughtry und Smith verließen die Gruppe 1976-7, Dubin verstarb 1978; 1979 schied auch Anson aus. Das verbleibende Quartett wurde 1981 um den Schlagzeuger John Kamevaar ergänzt. Sokol verließ das Ensemble 1988, Kubota folgte 1991, nachdem der Vokalist Paul Dutton zur Gruppe gestoßen war. 1994 verzeichnete das Ensemble einen weiteren Besetzungswechsel, als Damevaar und Mattes ausschieden und der Altsaxophonist John Oswald hinzustieß.
Die personellen Wechsel hatten Auswirkungen auf den musikalischen Stil des Ensembles, das nach ersten Auftritten in privaten Räumen ab 1976 regelmäßig alle zwei Wochen (ab 1983 wöchentlich) in der Music Gallery von Toronto auftrat: Die Musiker verstanden sich zunächst als ein „komponierenden Ensemble“ und wollten eine Musik spielen, die flüssig, spontan und selbstregulierend ist. Zunächst bestanden viele Berührungspunkte mit dem Free Jazz. Nach 1994 entwickelte sich das Ensemble in Richtung improvisierter elektroakustischer Musik, was sich auch in der Instrumentierung niederschlug. Kubota wechselte zum Blaswandler und Kamevar bezog das Sampling ein. Seit 1995 tritt das Ensemble als Trio auf (Dutton, Oswald, Snow), bezieht aber sporadisch auch Gastmusiker wie Phil Minton oder Christian Marclay ein.
Das Ensemble war seit 1978 auch auf Tournee, zunächst in Europa, ab 1982 auch national. Es trat auf internationalen Festivals wie in Victoriaville (1984, 1997) ebenso auf wie bei den Olympischen Sommerspielen in Los Angeles und der Expo 86.

## Diskographie
- CCMC Vol. 1 (MGE-1; 1976)
- CCMC Vol. 2 (MGE-2)
- CCMC Vol. 3 (MGE-6)
- Larry Dubin and the CCMC (3-MGE-15)
- Free Soap (MGE-22)
- Without a Song (MGE-31; 1980)
- Decisive Moments (TLR 02, 1994)
- Accomplices (VITOcd063, 1998)[2]
- CCMC + Christian Marclay (NMRx0003/ART MET CD004, 2002).